# 河南村 (石川県)
河南村（かわみなみむら）は、石川県江沼郡に存在した村。

## 地理
- 現在の加賀市の中部、かつての加賀市においては南部、同じく山中町においては北部にあたる。丘陵地に挟まれた、大聖寺川の谷の口にあたる。
- 当時は製紙業、織物業が発達していた。
- 山：赤穂山
- 温泉：別所温泉

## 歴史
- 1889年（明治22年）4月1日 - 町村制の施行により、江沼郡荒木村、河南村、別所村、中田村、長谷田村、上原村及び塚谷村の区域をもって、江沼郡河南村が発足する。
- 1899年 - 1900年 - 山中馬車鉄道（後の北陸鉄道山中線）が開業、河南村内を通る。
- 1914年10月1日 - 温泉電軌（後の北陸鉄道山代線）が開業、河南駅が分岐駅となる。
- 1955年4月1日 - 江沼郡山中町、西谷村、河南村及び東谷奥村が合併し、改めて江沼郡山中町が発足する。
- 1960年7月1日 - 荒木、河南、別所の3地区による反対運動、加賀市への編入要求の末、当該3地区が加賀市に編入する。

## 交通

### 鉄道路線
（当村廃止時点のもの）
- 北陸鉄道
  - 山中線： （大聖寺駅方面 ← ） - 河南駅 - 二天駅 - 中田駅 - 長谷田駅 - 旭町駅 - 新家工業前駅 - 新塚谷駅 - （ → 山中駅方面）
  - 山代線： （新動橋駅方面 ← ） - 河南駅